# عرب تايمز
عرب تايمز جريدة عربية تصدر في أمريكا شعارها الجريدة العربية الوحيدة الممنوعة في كافة الدول العربية مؤخراً ألغي الحظر عنها في الجزائر وسوريا، أسسها الدكتور الأردني من اصول فلسطينية أسامة فوزي.
ا

## نشأتها
في شهر أغسطس عام 1986 في مدينة هيوستون بولاية تكساس الأمريكية في 12 صفحة من حجم التابلويد ونجح خلال عام في زيادة عدد صفحات الجريدة إلى 48 صفحة نصفها إعلانات لشركات ومؤسسات أمريكية وعربية. وتميزت منذ صدورها بأسلوبها الساخر. تعتبر الصحيفة ذات انتشار بين عرب أمريكا، كما تعتبر أنها الجريدة العربية الوحيدة التي تصدر في أمريكا وتوزع في جميع الولايات الأمريكية وبريطانيا كما تعتبر الصحيفة أيضاً أنها الجريدة العربية الوحيدة التي تباع في الأسواق الأمريكية وتنفذ من الأسواق فور صدورها. في عام 1997 أطلقت عرب تايمز موقعها على الشبكة الدولية الإنترنت.

## وصلات خارجية
- الموقع الصحيفة الرسمي نسخة محفوظة 22 فبراير 2011 على موقع واي باك مشين.